# Olivier Schetrit
Pour les articles homonymes, voir Schetrit.
Olivier Schetrit est un comédien français sourd de naissance, né à Paris le 8 décembre 1965. S'il a jusqu'à présent effectué l'essentiel de sa carrière au théâtre, il a néanmoins également tenu plusieurs rôles au cinéma. Il est en outre conteur en langue des signes française. Parallèlement à son parcours théâtral, il est Docteur ès Anthropologie, et mène des recherches au CNRS sur l'identité sourde.

## Biographie

### Enfance et étude
Olivier Schetrit est né sourd en décembre 1965[réf. nécessaire] et il est le seul sourd dans la famille entendante non signante. Il est diplômé de l'École supérieure des arts et techniques de la mode (ESMOD) (Paris) en 1989[réf. nécessaire], il a créé de 1992 à 2007 des costumes pour cinq pièces de théâtre[réf. nécessaire] à IVT - International Visual Théâtre - théâtre pour sourds à Paris. C'est ainsi que, dès 1992, il entre en contact avec le monde des arts du spectacle et s'y implique quasi immédiatement en tant que comédien[réf. nécessaire].
Il est Docteur ès Anthropologie Visuelle après avoir réussi sa thèse de doctorat d'anthropologie sociale et ethnologie le 18 février 2016 à l'École des hautes études en sciences sociales à Paris, avec la mention très honorable et les félicitations du jury à l'unanimité. Il mène actuellement des recherches en anthropologie sur la Culture et l'Identité Sourde au Laboratoire d'Anthropologie Sociale, Unité Mixte de Recherche du CNRS, EHESS et Collège de France à Paris, sous la direction de Barbara Glowczewski,, ethnologue et directrice de recherche au CNRS.

### Comédien de théâtre et de cinéma
Olivier Schetrit est comédien professionnel depuis 1992. Il a joué dans plus de trente pièces de théâtre et d'opéras, en France (Théâtre de la Ville de Paris, Théâtre du Châtelet, Théâtre de la Bastille, Théâtre national de la Colline, La Cartoucherie de Vincennes, etc.), et à l'étranger (Berlin, Italie, États-Unis, Croatie, Autriche, Belgique, Norvège, Suède, entre autres).
Son répertoire va des pièces classiques aux auteurs contemporains : En attendant Godot de Samuel Beckett, La Puce à l’oreille de Georges Feydeau, On ne badine pas avec l'amour de Alfred de Musset, Woyzeck de Georg Büchner, Vole mon Dragon de Hervé Guibert, par exemple. Il a joué sous la direction de metteurs en scène ou de musiciens tels que Stanislas Nordey, Serge Noyelle, Pierre Boulez ou Thierry Roisin.
Olivier Schetrit a tenu des rôles dans six courts métrages et clips vidéos (pour le Comité Colbert en 1998, le Palais de la découverte, la Villette en 2005, notamment). Il a joué dans Le Nouveau, publicité institutionnelle de Serge Moati réalisée dans le cadre de la campagne Handicap du Ministère de la Santé, diffusée en 2005 (production France Télévisions).
Olivier Schetrit a réalisé un film OSS 2007 : Opération de sauvetage des sourds. Il fait aussi partie du collectif ayant écrit le film Ces Sourds qui ne veulent pas entendre réalisées par les philosophes et psychologues Angélique Del Rey et Sarah Massiah, et est intervenu lui-même dans le film.

### Conteur
Olivier Schetrit est en outre conteur en Langue des signes française, et donne aussi des lectures de textes, à travers le réseau de Bibliothèques de France (lectures pour la jeunesse, animations, etc.).
De 1997 à 2010, il a donné plus de soixante-dix créations de spectacles de contes. Son répertoire va des contes de Noël aux contes mythologiques, en passant par les contes des loups, contes des mers ou du Moyen Âge, entre autres.
Il a donné de nombreuses conférences sur la mythologie grecque, et a participé à de nombreux festivals et salons du livre, tel le Festival de Taverny, le Salon du livre de Colmar, Lire en fête ou Les Quand-dira-t-on.

### Chercheur
Après avoir passé en 2006 une licence professionnelle intervention sociale, spécialité enseignement de la langue des signes, à l'Université Paris-VIII (Vincennes-Saint Denis), Olivier Schetrit a obtenu en 2009 un Master en Sciences Sociales à finalité recherche, mention Anthropologie Visuelle, spécialité Ethnologie et Anthropologie Sociale, avec mention très bien, à l'École des hautes études en sciences sociales (EHESS) à Paris.
D'octobre 2010 à 2015, Olivier Schetrit a bénéficié d'un contrat de doctorant au Centre national de la recherche scientifique (CNRS) pour préparer sa thèse de doctorat sur l'identité sourde sous la direction de Barbara Glowczewski. Il a dans ce cadre enregistré une conférence en langue des signes intitulée « Chansignes et chorésignes, la théâtralisation chorégraphique de la contestation sociale de personnes malentendantes et sourdes ». Il bénéficie actuellement d'un contrat de post-doctorat au CNRS.

### Pédagogue et conférencier
Olivier Schetrit enseigne le théâtre depuis 1997, dans des écoles de sourds, des associations, à l'École des Arts du Cirque de Châlons-en-Champagne et en Afrique, notamment. Il enseigne aussi la langue des signes française depuis 2000, par exemple à l'Hôpital Sainte-Anne à Paris, à la Bergerie nationale de Rambouillet, à l'université de Lille 3 (Master des sciences du langage), dans des écoles et dans le cadre d'associations. Il modère aussi des débats citoyens au cours de soirées Parlons de nos vies, cycle de dîners de rencontres entre sourds et entendants, organisés par Bête à Bon Dieu Production. Il anime aussi des visites guidées au Musée du quai Branly à Paris, et participe à des conférences à l'EHESS. Il fait aussi partie du comité éditorial de l'Œil et la Main, émission sur les sourds diffusé sur France 5. Il co-anime actuellement un cycle d'enseignements sur la langue des signes et pratiques artistique à l'EHESS.

## Théâtre
- 2013 : Ulysse, les chants du retour mise en scène Jean-Luc Bansard[13]

## Filmographie

### Télévision

#### Documentaires
Pour la production Arte
- 2002 : Georgia de Stéphanie Tiersch[14]

Pour L'Œil et la Main
- 2013 : La demande en mariage[15]

### Film
- 2001 : Koenigskinder de Lutz Gregor[16]